# Winter Games
Winter Games est un jeu vidéo de sport multi-épreuves ayant pour thème les Jeux olympiques d'hiver. Il fut développé et édité par Epyx, sorti en 1985 sur de nombreux ordinateurs personnels et consoles de jeu.

## Liste des épreuves sportives
- Ski alpin
- Biathlon
- Patinage artistique
- Patinage de vitesse
- Bobsleigh
- Luge
- Saut à ski
- Ski acrobatique

## Système de jeu
L'originalité et la force des jeux Epyx est de moins favoriser la victoire par une agitation frénétique de la manette de jeu comme chez les autres logiciels de sports que par la synchronisation des efforts.
Ainsi par exemple, le biathlon réclame d'appuyer de façon régulière sur le bouton feu, de sorte que l'athlète virtuel puisse avancer correctement. De même que les séquences de tir sont tributaires du rythme cardiaque de ce dernier, l'obligeant parfois à ralentir sa course.

## À noter
Le ski acrobatique est présenté comme une épreuve olympique alors qu'elle ne le sera officiellement qu'en 1994.